# Classe M1935
La classe M1935 est la première série de dragueurs de mines construite pour la Kriegsmarine en remplacement des vieux navires issus de la Première Guerre mondiale.

## Service
Ces dragueurs de mines se sont avérés polyvalents avec une bonne tenue à la mer. Ils ont aussi participé à des escortes de convois en plus de leur mission initiale de guerre des mines. Ils ont également mouillé des mines..
Toutefois, les navires furent très coûteux et compliqués à construire. Les chaudières au mazout ont été un handicap lors de la pénurie de carburant dans les dernières années de la guerre.
Sur les 24 navires construits entre 1936 et 1940, 14 ont été perdus pendant la guerre. Sur les 10 survivants, 1 a été détruit dès 1945 et les 9 autres ont été transférés aux différentes marines alliées (1 au Royaume-Uni, 3 à l'Union soviétique et 5 à la France).

## Les unités
Les 24 navires ont été réalisés sur trois chantiers navals différents :
- H.C. Stülcken Sohn à Hambourg :

M1 à M3, M10, M13 à M16
- Stettiner Oderwerke à Stettin (aujourd'hui Szczecin en Pologne) :

M4 à M6, M11, M17 à M19
- Flender Werke à Lübeck :

M7 à M9, M12, M20 à M24
- Quatre au Chantier naval de Galați.

## Marine française
- Somme (M603)[1] :

aviso-dragueur type M35, ancien dragueur allemand M9 lancé le 16 novembre 1939. Transféré à la Marine française, il intègre la 20e division de dragueurs et effectue la campagne de dragage en Atlantique de 1946 à 1947. Puis, il effectue diverses missions de représentation de l'École Navale jusqu'en 1954. Placé en réserve à cette date, il est condamné en 1961.
- Ailette (F211)[2] :

aviso-dragueur type M35, ancien dragueur allemand M24 lancé le 12 octobre 1940. Transféré à la Marine française le 9 octobre 1947, il est utilisé comme garde-pêche en mer du Nord. Affecté à la base navale de Brest, il est condamné le 16 novembre 1956 et restitué à l'Allemagne de l'Ouest. Il est alors renommé Wespe et détruit en 1973.